# 조셉 아틀스
조셉 아틀스(Joseph Attles, 1903년 4월 7일 ~ 1990년 10월 29일)는 미국의 배우, 연극 배우이다.

## 영화
- 겜블러 (1974년)
- 비련의 110번가 (1972년)
- 고잉 홈 (1971년)
- 진정한 해방 (1970년)
- 포 러브 오브 아이비 (1968년)